# Hitcham (Suffolk)
Pour les articles homonymes, voir Hitcham.
Hitcham est une localité d'Angleterre, au Royaume-Uni, située dans le district de Babergh, comté du Suffolk.